# Gmina Vejle
Gmina Vejle (duń. Vejle Kommune) – gmina w Danii w regionie Dania Południowa.
Gmina powstała 1 stycznia 2007 roku na mocy reformy administracyjnej z połączenia gmin Børkop, Egtved (części), Give (części), Jelling, Tørring-Uldum (części) oraz poprzedniej gminy Vejle.
Siedzibą władz gminy jest miasto Vejle.